# 扎基尔·侯赛因
扎基尔·侯赛因（Dr Zakir Hussain，1897年2月8日—1969年5月3日），擔任印度总统从1967年至其去世。他是第一个当选成为印度总统的穆斯林。安葬於新德里國立伊斯蘭大學校內。